# FantasticaManía (2018)
FantasticaManía 2018 fue una serie de ocho eventos pago por visión de lucha libre profesional producido por el Consejo Mundial de Lucha Libre y la New Japan Pro Wrestling. Tuvo lugares el 12 a 22 de enero de 2018 desde diferentes recintos en Nagoya, Tokio, Osaka, Toyama y Kioto, Japón.

## Desarrollo
En noviembre de 2017 se anunció que el Consejo Mundial de Lucha Libre de México y la New Japan Pro Wrestling de Japón habían llegado a un acuerdo para realizar eventos de lucha libre en enero de 2011 en Japón. Esta función fue hecha como resultado de muchos años en que la empresa mexicana y la japonesa han trabajado juntas.

## Resultados

### 12 de enero
- Drone derrotó a Disturbio (6:53)
  - Drone cubrió a Disturbio después de un «Modified Head Scissors».
- Puma y OKUMURA derrotaron a Star Jr. y Fuego (9:44)
  - Puma cubrió a Star después de un «La Magistral».
- Cuatrero, Rocky Romero, Roppongi 3k (Sho & Yoh) derrotaron a Ángel de Oro, Jushin Thunder Liger, Tiger Mask IV & Ryusuke Taguchi (9:41)
  - Cuatrero cubrió a Ángel después de un «High-Angle Powerbomb».
- Volador Jr., Niebla Roja & Soberano Jr. derrotaron a Gran Guerrero, Bárbaro Cavernario & Sansón (9:26)
  - Soberano cubrió a Sansón después de un «Tornillo».
- Los Ingobernables de Japón (Rush, Tetsuya Naito, Hiromu Takahashi & Bushi) derrotaron a Satoshi Kojima, KUSHIDA, Dragon Lee & Hirai Kawato (12:45)
  - Bushi cubrió a Kawato después de un «Boston Crab».
- Atlantis, Místico & Hiroshi Tanahashi derrotaron a Último Guerrero, Kazuchika Okada & Gedo
  - Místico cubrió a Guerrero después de un «La Mística».

### 14 de enero
- Star Jr. derrotó a Disturbio (6:22)
  - Star cubrió a Disturbio después de un «Star Special».
- Sansón & OKUMURA derrotaron a Soberano Jr. & Fuego (12:07)
  - Sansón cubrió a Soberano después de un «Avalanche-Style Powerbomb».
- Puma, Rocky Romero, Roppongi 3k (Sho & Yoh) derrotaron a Drone, Jushin Thunder Liger, Tiger Mask IV & Ryusuke Taguchi (12:18)
  - Puma cubrió a Drone después de un «Powerbomb».
- Atlantis , Volador Jr. y Ángel de Oro derrotaron a Bárbaro Cavernario, Cuatrero y Gedo (11:13)
  - Ángel cubrió a Cuatrero después de un «Campana».
- Los Ingobernables de Japón (Rush, Tetsuya Naito, Hiromu Takahashi & Bushi) derrotaron a Satoshi Kojima, Rysuke Taguchi, Dragon Lee & Hirai Kawato (14:03)
  - Takahashi cubrió a Kawato después de un «Crab Hold».
- Último Guerrero, Gran Guerrero & Kazuchika Okada derrotaron a Místico, Niebla Roja & Hiroshi Tanahashi (14:49)
  - Guerrero cubrió a Místico después de un «Guerrero Special».

### 15 de enero
- Drone vs. Puma
- Star Jr. & Ángel de Oro vs. Cuatrero & Disturbio
- Fuego, Jushin Thunder Liger, Tiger Mask IV & Ryusuke Taguchi vs. OKUMURA, Rocky Romero, Roppongi 3k (Sho & Yoh)
- Místico, Volador Jr. & Soberano Jr. vs. Último Guerrero, Bárbaro Cavernario & Sansón
- Los Ingobernables de Japón (Rush, Tetsuya Naito, Hiromu Takahashi & BUSHI) vs. Satoshi Kojima, KUSHIDA, Dragon Lee & Hirai Kawato
- Atlantis, Niebla Roja & Hiroshi Tanahashi vs. Gran Guerrero, Kazuchika Okada & Gedo

### 16 de enero
- Star Jr. & Drone vs. Puma & Disturbio
- Soberano Jr., Jushin Thunder Liger, Tiger Mask IV & Ryusuke Taguchi vs. Sansón, Rocky Romero, Roppongi 3k (Sho & Yoh)
- Ángel de Oro & Puma vs. OKUMURA & Cuatrero
- Los Ingobernables de Japón (Hiromu Takahashi & BUSHI) vs. Dragon Lee & Hirai Kawato
- Último Guerrero & Gran Guerrero vs. Místico & Niebla Roja
- Los Ingobernables de Japón (Rush, Tetsuya Naito, Hiromu Takahashi & BUSHI vs. Satoshi Kojima & KUSHIDA
- Atlantis, Volador Jr. & Hiroshi Tanahashi vs. Bárbaro Cavernario, Kazuchika Okada & Gedo

### 17 de enero
- Star Jr. vs. Disturbio
- Fuego & Drone vs. OKUMURA & Puma
- Soberano Jr., Jushin Thunder Liger, Tiger Mask IV & KUSHIDA vs. Sansón, Rocky Romero, Roppongi 3k (Sho & Yoh)
- Atlantis, Niebla Roja & Ángel de Oro vs. Gran Guerrero, Cuatrero & Gedo
- Hiromu Takahashi & BUSHI vs. Dragon Lee & Hirai Kawato
- Los Ingobernables de Japón (Rush, Tetsuya Naito, Hiromu Takahashi & BUSHI) vs. Satoshi Kojima, Ryusuke Taguchi, Dragon Lee & Hirai Kawato.

### 19 de enero
- Fuego vs. OKUMURA
- Los Ingobernables de Japón (Rush, Tetsuya Naito, Hiromu Takahashi & BUSHI) vs. Satoshi Kojima, Dragon Lee, Star Jr. & Hirai Kawato
- Atlantis, Místico, Volador Jr. & Drone vs. Último Guerrero, Bárbaro Cavernario & Disturbio
- Campeonato Mundial de Peso Medio del CMLL: Ángel de Oro (c) vs. Cuatrero
- Campeonato Nacional de Peso Wélter del CMLL: Soberano Jr. (c) vs. Sansón
- Campeonato Mundial de Peso Semicompleto del CMLL: Niebla Roja (c) vs. Gran Guerrero.

### 21 de enero
- Drone & Star Jr. vs. Puma & Disturbio
- Soberano Jr., Fuego & Ryusuke Taguchi vs. OKUMURA, Roppongi 3k (Sho & Yoh)
- Los Ingobernables de Japón (Rush, Tetsuya Naito, Hiromu Takahashi & BUSHI) vs. Satoshi Kojima, Atlantis, KUSHIDA & Hirai Kawato
- CMLL Brothers Tag Tournament – Semifinal: Último Guerrero & Gran Guerrero vs. Niebla Roja & Ángel de Oro
- CMLL Brothers Tag Tournament – Semifinal: Místico & Dragon Lee vs. Sansón & Cuatrero
- Campeonato Mundial Histórico de Peso Wélter de la NWA: Volador Jr. (c) vs. Bárbaro Cavernario

### 22 de enero
- Fuego & Ryusuke Taguchi vs. Puma & Disturbio
- Star Jr., Jushin Thunder Liger, Tiger Mask IV & KUSHIDA vs. OKUMURA, Rocky Romero, Roppongi 3k (Sho & Yoh)
- CMLL Brothers Tag Tournament – Tercer lugar: Primer finalista por confirmar vs. Segundo finalista por confirmar
- Hirai Kawato Farewell Match: El Bárbaro Cavernario & Gedo vs. Atlantis & Hirai Kawato
- Volador Jr., Soberano Jr. & Drone vs. Los Ingobernables de Japón (Tetsuya Naito, Hiromu Takahashi & BUSHI)
- Satoshi Kojima vs. Rush
- CMLL Brothers Tag Tournament – Final: Primer finalista por confirmar vs. Segundo finalista por confirmar